# هادرس
هادرس (به آلمانی: Hadres) یک منطقهٔ مسکونی در اتریش است که در ناحیه هولابرون واقع شده‌است. هادرس ۱٬۷۱۱ نفر جمعیت دارد.